# Organisation nationale des syndicats libres de Guinée
L'Organisation Nationale des Syndicats Libres de Guinée (ONSLG) est une centrale syndicale nationale de la république de Guinée. Elle est affiliée à la Confédération syndicale internationale,.